# بالگردگاه بی‌ال‌ام
بالگردگاه بی‌ال‌ام (به انگلیسی: BLM Heliport) یک فرودگاه خصوصی است. این فرودگاه در شهر پرینویل، اورگن کشور ایالات متحده آمریکا قرار دارد و در ارتفاع ۹۹۰ متری از سطح دریا واقع شده‌است.